# 帝托拉聖鍊與寶石列表
帝托拉聖鍊與寶石列表收錄在奇幻作品帝托拉傳奇系列的劇情裡面，鑲嵌在帝托拉聖鍊的七顆寶石的介紹。這些寶石比起一般寶石具有特殊能力。
根據設定，雖然每顆寶石本身都有獨特能力，如果要發揮出神聖鐵製腰帶「帝托拉聖鍊」的真正力量就得必須在聖鍊上按照寶石的正確順序排列。聖鍊的寶石順序由左到右分別為鑽石（Diamond）、綠寶石（Emerald）、青金岩（Lapis lazuli）、黃寶石（Topaz）、蛋白石（Opal）、紅寶石（Ruby）、紫水晶（Amethyst）。按照寶石的英文名稱字首排列組成帝托拉（Deltora）王國之名。
很久以前，帝托拉王國的七大部族(德爾族、拉雷族、平原族、地精族、米爾族、托爾族和賈利斯族)各自擁有七顆寶石，在小說與動畫中，帝托拉王國的首任國王兼鐵匠亞丁在邪惡的巫師魔影大帝侵略帝托拉王國時開始打造出神聖鐵製腰帶「帝托拉聖鍊」，他四處說服七大部族的族長們團結一至將七顆寶石排列在聖練上成功擊退魔影大帝。當魔影大帝再度侵略帝托拉王國並且摧毀聖練後，他奉命邪惡生物魔鳥阿卡巴巴將七顆寶石被分散在不同地方有守護者來看守。但是這些地方都相當危險讓人難以接近。故事的主角里夫、巴爾達和茉莉先後找回七顆寶石並且使用它們的能力來應付許多的考驗與危機，然後根據每顆寶石所對應的部族從該部族選出代表召開確認王位繼承人與討論推翻魔影大帝的會議。最後他們將寶石以正確順序排列好成功討伐魔影大帝奪回帝托拉王國的和平。
在選擇對應各部族的寶石代表時，是由在場的里夫、巴爾達、茉莉、度恩、法隱、憶安為主討論決定代表人物的名單。
每一顆寶石分別代表帝托拉王國的七大部族之一，象徵意義在於所對應部族的特質。帝托拉聖鍊和上面的寶石只有在帝托拉境內才能發揮力量，所以在小說系列二中里夫在收復被魔影大帝給佔據的皮拉前為了確保聖鍊的安全，所以他將聖鍊交給瑪麗蓮來保管，而自己帶著打造好的贗品聖鍊。剛開始這件事連巴爾達和茉莉都不知道這件事，他們在光復皮拉後才得知真相。
在寶石原本所屬的領域有相對應種類的龍族的存在。雖然這些守護帝托拉的龍族在魔影大帝的攻擊下數量已經相當稀少。里夫、巴爾達、茉莉在小說系列三為了消滅魔影大帝所派遣的黑暗四姐妹在旅途上喚醒還存在於帝托拉龍族，後來在七大龍族分別由一隻龍屬於該族的代表。
在設定集《帝托拉的秘密》也有介紹寶石對應的部族、象徵意義和力量。

## 黃寶石(Topaz)
亞丁的取得順序：4

里夫的取得順序：1

所屬部族：德爾族（Del）

象徵：誠實（Faith）

力量：保護免於在夜晚期間產生畏懼；開啟靈界之門；能以強化與清明心智；力量在滿月時最為強大。

能力展現：
- 在沉默森林擊敗戈爾之後，茉莉透過黃寶石看到她在年少時候被灰影衛隊給擄走、早已逝世多年的母親安娜，茉莉的母親安娜要茉莉去協助里夫和巴爾達去收集七顆寶石來擊敗魔影大帝。
- 里夫一行人在往悲嘆之湖的路上遇到守護橋樑的巨人，如果要過橋必須正確回答巨人所提出來的謎題。剛開始里夫回答問題的時候誤觸問題的陷阱而答錯問題，因此他再次獲得巨人的一次回答問題機會，里夫在巨人提出一個進退兩難的謎題時感到很苦惱，直至他碰觸到聖鍊上的黃寶石使頭腦清晰起來成功破解巨人的謎題。
- 泰根的孩子珍恩和賈德偽裝成一對老夫婦將里夫、巴爾達和茉莉引誘到屋內假意招待。里夫在碰觸到黃寶石時看穿屋內友善的幻象以及珍恩和賈德的老夫婦的偽裝。後來里夫在悲嘆之湖使用黃寶石讓悲嘆之湖的守護者索丁(多爾族的族長奈米恩被泰根的魔咒所變化的)明白牠該做的正確的選擇。
- 里夫在吾署城銳斯的「審判」中要從聖杯裡的兩張牌抽出一張牌來決定他和同伴的命運。當里夫經過緹拉的暗示得知銳斯已經把牌掉包造成聖杯裡兩張牌都代表處決的意思。里夫透過黃寶石想到解決困局的方法通過銳斯的考驗。
- 里夫在老鼠之城的城內起初被守護者銳牙使用心靈控制的影響下受到控制，後來他靠著黃寶石的能力來擺脫控制。
- 里夫跟巴爾達和茉莉在野獸迷宮被魔黏獸追擊時利用黃寶石的能力發現魔黏獸雖然對振動很敏感，但是牠有對視覺與聽覺較差的弱點。
- 動畫劇情，巴爾達在德爾城從阿卡巴巴奪回黃寶石，放在掌心的黃寶石讓他能以和他亡母阿敏再度碰面與對話。

部族代表：里夫和巴爾達（Lief & Barda）
里夫和巴爾達本身都是德爾族出身。討論名單的時候，就直接將兩人的名字都填下去。
地點：沉默森林（Forests of Silence）
沉默森林是個安靜的地方，也是個幾乎與外界隔絕的系統，出德爾城沿瘟獸小徑可抵達。沉默森林充滿危險，潛藏致命的動物或植物，而且外人擅自闖入容易迷失方向。根據巴爾達原本的計畫，沉默森林列為七個寶石藏匿處最後一個前往的地點。但是鑑於當時靠近沉默森林的灰影衛隊數量大幅減少，巴爾達決定將沉默森林改為第一站。里夫和巴爾達在那裡遭到瘟獸攻擊而陷入生命危險，但是也認識茉莉。茉莉後來幫助里夫和巴爾達取得黃寶石然後加入旅程成為強有力的同伴。
守護者：戈爾（Gorl）
戈爾原是一名賈利斯族的騎士，由於他生前對生命百合的執著下令他跟其他手足互相殘殺到只剩自己倖免，還變成亡靈守護此地，恰巧黃寶石就鑲在他的劍柄上，當里夫和巴爾達遇到戈爾時發現他已經是包覆在盔甲內的亡靈，還被戈爾誤看成是侵入者受到攻擊，巴爾達曾經刺穿戈爾的鎧甲卻無效果反被其給重創，最後尾隨的茉莉透過和樹木溝通的能力讓一截枝幹掉破壞戈爾的鎧甲讓他灰飛湮滅。
龍族代表：菲迪力斯（Fidelis）
台灣卡通頻道中譯：采黃玉

## 紅寶石(Ruby)
亞丁的取得順序：6

里夫的取得順序：2

所屬部族：拉雷族（Ralad）

象徵：幸福（Happiness）

力量：避開邪靈；螫刺與接觸類生物毒素（venom）的解藥；當邪惡、惡運或是威脅出現時就會褪色。

能力展現：
- 剛開始里夫從索丁的手中取得紅寶石時發現因為其顏色變淡的關係以為這是仿冒品。當他回想帝托拉聖鍊的書籍內提到紅寶石的能力後很快就察覺到女巫泰根即將逼近的預兆。
- 里夫、巴爾達、茉莉在前往老鼠之城以前往湯姆的店行進的中途發現紅寶石顏色變淡時這才發現泰根的孩子們將他們給鎖定為追擊的目標。
- 小說劇情中茉莉被地精的毒箭給射到而中毒陷入命危，里夫想到使用紅寶石也許有效而治好她。[5]

部族代表：曼樂斯（Manus）
里夫、巴爾達、茉莉在尋找紅寶石的路上認識拉雷族的族人曼樂斯，之後他們又和曼樂斯經過幾場冒險。當他們需要拉雷族代表時就選擇曼樂斯。
地點：悲嘆之湖（Lake of Tears）
悲歎之湖以前是多爾城，當多爾城被女巫泰根與她的孩子們給蹂躪與摧毀下變成湖泊，女巫泰根不只將拉雷族變的無法開口說話之外，還施法將多爾城的居民變成水中生物。其中多爾族的族長奈米恩也變成外形類似巨大鰻魚的怪物索丁，而他的妻子埃西娜被泰根的魔咒化為湖泊中央的巨石雕像。當里夫、巴爾達、茉莉在曼樂斯引導下到達悲嘆之湖，他們發現眼前所見的不但是絲毫不見過去繁榮的多爾城，而且湖邊盡是荒涼的景象以及源源不絕的吸血蟲野在這附近，當他們說服索丁取得紅寶石時受到女巫泰根的攻擊。直到女巫泰根被被茉莉的烏鴉克里給劃傷手指下因身亡下讓多爾城和多爾族的所有居民能夠恢復原狀。
守護者：索丁（Soldeen）
索丁的真面目原是多爾族長的族長奈米恩，卻因為被泰根詛咒變成怪物來看守紅寶石。
當里夫、巴爾達、茉莉來到悲嘆之湖時遭到索丁的攻擊。曼樂斯吹笛讓索丁安靜下來。索丁向里夫、巴爾達、茉莉表示紅寶石是他唯一的慰藉，要拿紅寶石就得讓曼樂斯永遠留在湖邊當交換條件。當然里夫、巴爾達、茉莉在作戰中讓索丁接觸到黃寶石。索丁因為黃寶石的關係看到牠該做的事就答應將紅寶石交給里夫。當里夫拿起紅寶石發現顏色是粉紅色才得知女巫泰根已經逼境他們，女巫泰根當場出現宣布要找他們為她的孩子珍恩與賈德展開復仇並絕不讓他們去解放索丁、曼樂斯與他們的族人。直至泰根被茉莉的烏鴉克里給劃傷手指下因身亡下解除多爾族與拉雷族的魔咒，之後他們與拉雷族與多爾族結盟來反抗魔影大帝。
龍族代表：裘耶（Joyeu）

## 蛋白石(Opal)
亞丁的取得順序：5

里夫的取得順序：3

所屬部族：平原族（Plains）

象徵：希望（Hope）

力量：給予對未來的模糊感受；幫助視域；和青金岩有特殊密切關係。

能力展現：
- 里夫透過從銳牙手中取得的蛋白石沒多久看到自己在流沙之地和巴爾達與茉莉失散的景象。後來里夫在流沙之地跟巴爾達與茉莉建議綁在一起不必走散，但沒想到因為一時的疏失讓蛋白石顯現的畫面成真。
- 動畫劇情中，里夫、巴爾達與茉莉在尋找鑽石的旅途中，里夫又再次預知巴爾達與茉莉因為自己而陷入危險的場景卻不敢告訴他們，卻沒看見女巫泰根看到一面鏡子並面對她最畏懼的事的預知。後來他們誤觸中女巫泰根所設下的陷阱，而被女巫泰根因為看到鏡子顯示出她最畏懼的事令蛋白石所顯現的未來能以成真。

部族代表：史迪溫（Steven）與溫迪史（Nevets，剛好是Steven倒過來寫）
剛開始里夫提議的是在吾署城遇到的女孩緹拉，但是巴爾達表示緹拉如果離開吾署城將會被除決(凡是企圖離開吾署城的人都會被處決)。因此度恩表示他還認識一個平原族人，後來找來史迪溫連同他的兄弟溫迪史，動畫劇情則是直接以史迪溫和溫迪史為代表。
地點：老鼠之城（City of the Rats）
老鼠之城以前是海拉城，當海拉城在魔影大帝的侵略時被老鼠群給盤據下化為廢墟自此有老鼠之城的名號，當時海拉城的居民們曾經向王室求助卻沒有得到任何的回應因此紛紛遷離。里夫、巴爾達、茉莉初次拜訪湯姆的店時遇到度恩，他們從度恩和湯姆的對話顯示早在魔影大帝正式入侵前老鼠之城已經存在以及過去的帝托拉王室對這件事也有責任的經過。在里夫、巴爾達、茉莉渡過寬廣河後，里夫和茉莉曾就是否值得為了帝托拉王室辛苦而對抗魔影大帝有一番爭論。最後里夫說服茉莉下進入老鼠之城。
守護者：銳牙（Reeah）
銳牙是一隻長期盤據老鼠之城的巨蛇，擅長用心靈控制來對付靠近牠的敵人，由於牠額頭上的王冠就鑲嵌蛋白石因此獲得魔影大帝的認同成為守護者。
剛開始里夫、巴爾達、茉莉抵達老鼠之城城內時遇到銳牙的真面目，銳牙一開始試圖用心靈控制對付里夫卻被黃寶石的能力給破解。里夫在交談與戰鬥中被銳牙的攻擊而受重傷陷入昏迷，所幸靠著生命百合的花蜜所救。後來茉莉檢起里夫的劍順利擊敗銳牙並且跟巴爾達將鑲入銳牙的王冠的蛋白石給取下來。
龍族代表：霍皮安（Hopian）

## 青金岩(Lapis lazuli)
亞丁的取得順序：3

里夫的取得順序：4

所屬部族：米爾族（Mere）

象徵：好運（Good Fortune）

力量：帶來幸運；和蛋白石有特殊密切關係，也可以化解、破解和擋住任何的邪惡法術。

能力展現：
- 動畫劇情，女巫泰根在被魔影大帝復活後，里夫、巴爾達、茉莉在前往恐怖山脈的路上誤觸泰根和孩子們的陷阱。最後以青金岩的力量在里夫、巴爾達、茉莉和泰根交戰時意外反射泰根的攻擊。
- 在失落山谷中守護者法隱試圖奪取里夫的聖鍊，但是法隱的法術在碰到青金岩時被破解後令原本聽命法隱的四隻怪獸反過來攻擊他。

部族代表：法隱（Fardeep）
在場的法隱是米爾族人，以前法隱的族人曾經居住在瑞斯米爾。由於法隱就在討論現場，當下決定由法隱代表米爾族。
地點：流沙之地（Shifting Sands）
流沙之地是一片遼闊的沙漠，包括八腳沙獸在內的各種沙漠生物遊蕩其間，而且沙漠似乎有自己的意志。里夫、巴爾達、茉莉即將抵達流沙之地時看到一座石碑記載和流沙之地有關的刻文但有部分風化。里夫在進入流沙之地時想到因蛋白石看到好幾次的影像便堅持一刻都不能休息往前走。後來茉莉堅持要休息的理由讓里夫提出用繩子將三人綁在一起。後來茉莉在里夫睡著後趁機把繩子解開卻發現自己的匕首遺失。結果導致里夫跟巴爾達與茉莉因此失散，也在這時候沙漠颳起沙暴導致，天空傳來吵雜的蜂鳴聲。
守護者：蜂暴（The Hive）
蜂暴是真正的寶石守護者，本身是由大量蜂群所構成並且由一個思想控制體。
當里夫因沙漠颳起沙暴中陷入昏迷中看到蘋果園的老婆婆對他叮囑過如果碰到蜂群時要用煙燻才能令牠們安靜下來。里夫和巴爾達、茉莉會合後告訴他們關於蜂暴有將他們帶往沙漠中心的跡象。他們抵達巢穴看到蜂群收集的大量物品(包括茉莉的匕首)也找到寶石。里夫利用煙燻讓蜂群安靜下來並在蜂暴攻擊前順利取走寶石和匕首然後與巴爾達與茉莉在煙燻效果消失前離開巢穴，事後里夫把寶石鑲入聖鍊後也將匕首交還給茉莉。
龍族代表：佛爾屯納（Fortuna）
台灣卡通頻道中譯：青琉璃

## 綠寶石(Emerald)
亞丁的取得順序：2

里夫的取得順序：5

所屬部族：地精族（Dread Gnomes）

象徵：榮譽（Honor）

力量：邪惡出現以及破壞誓言時會失去光澤；可以治療疼痛及解毒。

能力展現：
- 里夫一行人在托爾城內發現綠寶石失去光澤，接著發現有大裂痕的誓約之石，促使他們發現托爾族人因為破壞誓約導致誓約之石出現裂縫。
- 里夫一行人在維錫科污地準備獻上聖鍊時發現綠寶石失去光澤不久遭到女巫泰根的孩子印卡巴的突襲。
- 小說劇情，巴爾達在被下慢性毒藥靠著綠寶石的能力下得救。

部族代表：葛桑（Gla-Thon）
葛桑是里夫、巴爾達、茉莉在恐怖山脈認識的。在選擇地精族代表時，很快想到由葛桑代表地精族出席會議。
地點：恐怖山脈（Dread Mountain）
恐怖山脈是分隔帝托拉和北方的魔域─皮拉的圍籬山脈往西南延伸的部分。山脈中不只充斥危險的生物也是對外界相當不友善的地精族所主要聚集地。在那裡遊蕩的盜匪和其它地方比起來因為受到北方邪惡魔力的影響變得異常邪惡與殘酷。有時候會有魔域的生物魔蜴會闖進去。里夫、巴爾達、茉莉在抵達恐部山脈的深處時遇到魔蜴的攻擊，所幸被私自前來的親獸族普林的幫助下脫困。地精族擅於設置機關，里夫、巴爾達、茉莉、普林即使相當謹慎卻仍然誤觸而受困。
守護者：毒蟾蜍（Gellick）
毒蟾蜍屬於恐怖山脈的物種黏蟾蜍（ooze toad），因此可以分泌大量劇毒黏液使敵人至於死地或是讓地精族讓變成石頭，而且牠的皮膚能夠抵擋所有武器的攻擊(包含火藥與劍等武器的攻擊)，由於綠寶石就在毒蟾蜍的額頭上，因此毒蟾蜍成為魔影大帝所派來的寶石守護者。
在里夫、巴爾達、茉莉尋找寶石尚未到達恐怖山脈的時候，地精族處於巨大凶暴的毒蟾蜍統治下能夠遠離魔影大帝與灰影部隊的侵略，但是他們卻繳納黃金也得在養育室來孵化蒼蠅來餵食毒蟾蜍免得牠因震怒而殺害全族，還利用毒蟾蜍的毒液來迫害親獸族做為製作防護作用的外套不受山脈的神農樹的針刺所帶來的麻煩，促使親獸族為此遠離恐怖山脈的開端，當里夫一行人透過夢之泉了解山脈內幕的狀況後就用計逃離石室然後說服地精族去對付毒蟾蜍。起初他們的武器對毒蟾蜍起不了作用，後來里夫利用夢之泉泉水的能力(當邪惡之人喝下全水會招來變成樹的禍害，唯獨善良之人才能遠離此浩劫)將裝有夢之泉泉水的水壺丟進毒蟾蜍的嘴巴使牠變成巨樹。因此里夫、巴爾達、茉莉成功取得綠寶石也解放地精族促使親獸族能夠回歸山脈，事後里夫、巴爾達、茉莉與地精族與親獸族結為同盟來反抗魔影大帝。
龍族代表：霍諾拉（Honora）
台灣卡通頻道中譯：翠綠寶

## 紫水晶(Amethyst)
亞丁的取得順序：7

里夫的取得順序：6

所屬部族：托爾族（Tora）

象徵：真相

力量：鎮定與撫慰；疾病出現時變色；接近毒藥時褪色

能力展現：
- 里夫在野獸迷宮拿到紫水晶後透過其鎮定的能力由海風發現洞穴出口。
- 動畫劇情中里夫最後一個離開野獸迷宮，因為海水噴發的水壓而昏迷靠著紫水晶的力量醒過來。另一個是里夫、巴爾達、茉莉由史迪溫的車前往維錫科污地的路上與灰影衛隊衝突，史迪溫的兄弟溫迪史因跟灰影衛隊戰鬥時而失控暴走差點連累所有人，最後靠著里夫利用紫水晶的力量下終於恢復理智與冷靜。

部族代表：憶安（Zeean）
討論部族代表人選的時候，在場的憶安本身就是托爾族族長因此直接成為代表。
地點：野獸迷宮（Maze of the Beast）
野獸迷宮是座位於帝托拉西方海邊的大型地洞，內部通路複雜如迷宮，還可以看到大量鐘乳石、石筍、石柱。里夫、巴爾達、茉莉被海盜給丟進野獸迷宮差點成為魔黏獸的食物。後來在躲避魔黏獸時發現嵌在石柱上的紫水晶。因此他們便成功取得紫水晶並發現連接地面的出口後順利逃出。
守護者：魔黏獸（The Glus）
魔黏獸是有八隻眼睛和二十六顆牙齒的生物，居住在海邊的洞穴，是所有守護者中唯一只有本能而沒有思考跟語言能力的守護者。雖然牠的視覺和聽覺較差卻對振動較為敏感。
當里夫、巴爾達、茉莉跟著海盜群的一個手下米亞被丟進野獸迷宮遭遇魔黏獸被迫展開追逐戰，其中米亞因為受夠追逐戰而精神崩潰試圖自己逃走因此被魔黏獸給殺害與吃掉。後來里夫透過黃寶石發現魔黏獸這項特性與牠的弱點藉此找到逃脫的方法，里夫、巴爾達、茉莉找到紫水晶後順利逃出野獸迷宮與魔黏獸的威脅。
龍族代表：維黎塔斯（Veritas）

## 鑽石(Diamond)
亞丁的取得順序：1

里夫的取得順序：7

所屬部族：賈利斯族（Jalis）

象徵：力量與純潔（Strength & Purity）

力量：給予夠格的配戴者勇氣和力量；對於用不正當手段取得或為了邪惡目的的人會帶來惡運。

能力展現：
- 原小說劇情中娜瑞達在失落山谷沒有按照規定破解謎題就直接盜取鑽石，因此在河邊不慎跌倒而撞到岩石下而溺斃。動畫劇情改為被歐卡斯給抓住並險在里夫和歐卡斯作戰時被倒下的樹給輾斃。
- 動畫劇情中度恩為了保護茉莉免於被溫迪史給攻擊而受傷，里夫用鑽石幫他治療疼痛的地方。

部族代表：格拉克（Glock）
剛開始眾人不知道找誰作為賈利斯族代表，因為賈利斯族在遭逢魔影大帝的攻擊時面臨種族滅絕的慘況(雖然賈利斯族的族人雖然奮力抵抗魔影大帝但仍然不敵，因此面臨的不是被殺、被迫成為俘虜帶至魔域就是被迫逃亡的情境)。雖然由格拉克做為代表時被茉莉給反對，但是度恩指出在尚未找出其他幸免於難的賈利斯族人的下落前只能由格拉克出面的情況，讓眾人不得不去接受這個提案。
地點：失落山谷（Valley of the Lost）
失落山谷為迷霧所籠罩，裡面的居民看起來如遊魂般。他們實際上原本是托爾族人，因為違反誓約之石的規範被逐出托爾城後流落在受詛咒的失落山谷。當里夫、巴爾達、茉莉到達這裡時幾乎因為濃霧而分散，另外抵達的娜瑞達則幾乎被嚇壞。當失落山谷的濃霧在詛咒破除消散，如遊魂般的托爾族人也恢復原狀。雖然他們暫時無法回去托爾城卻決定加入對抗魔影大帝的同盟。
守護者：法隱（Fardeep）
守護者原名叫做法隱，當時他受魔影大帝的影響下在失落山谷當鑽石的守護者。後來他向里夫、巴爾達、茉莉介紹自己的四隻怪獸寵物並表示只要在遊戲中獲勝就可以帶走鑽石。那就是在房間尋找線索猜出他的名字，如果沒有按照規則就拿走鑽石就會被詛咒。里夫、巴爾達、茉莉解開謎題看到令人難以置信的答案還是決定要拿走鑽石。但是鑽石已經被娜瑞達給偷走促使守護者也指使怪獸攻擊他們。後來里夫、巴爾達、茉莉靠寶石的力量反擊並解決四隻怪獸再去追擊娜瑞達拿回鑽石後才解決一切。
龍族代表：佛爾塔（Forta）
台灣卡通頻道中譯：聖之鑽

## 文獻
1. 1 2 3 4 5 6 7 8   Rodda, Emily. . 2008: 4. ISBN 978-0545069335.
2. ↑  .   [2015-06-14]. （原始内容存档于2017-06-21）.
3. ↑  小說版《帝托拉傳奇：沉默的森林》
4. ↑  小說版《帝托拉傳奇：悲嘆之湖》
5. ↑  「毒液」的原意除去蛇毒，也泛指任何注射到受害者體內的生物毒素。
6. ↑  小說版《帝托拉傳奇：老鼠之城》
7. ↑  小說版《帝托拉傳奇：流沙之地》
8. ↑  小說版《帝托拉傳奇：恐怖山脈》
9. ↑  小說版《帝托拉傳奇：野獸迷宮》
10. ↑  小說版《帝托拉傳奇：失落山谷》

## 外部連結
- 動畫《魔幻石之戰》官網 （页面存档备份，存于）
- 台灣卡通頻道《魔幻石之戰》官網
- 帝托拉系列澳洲網站 （页面存档备份，存于）
- 帝托拉系列美國網站 （页面存档备份，存于）
- 小說作者艾蜜莉·羅達官網 （页面存档备份，存于）
- Gems - Deltora Quest Wiki
- Belt of Deltora - Deltora Quest Wiki